# أنطون دونكور
أنطون دونكور (بالألمانية: Anton Donkor) هو لاعب كرة قدم ألماني في مركز نصف الجناح، ولد في 11 نوفمبر 1997 في غوتينغن في ألمانيا. لعب مع نادي إيفرتون.

## وصلات خارجية
- أنطون دونكور على موقع قاعدة بيانات كرة القدم.إي يو (الإنجليزية)
- أنطون دونكور على موقع Soccerway.com (الإنجليزية)
- أنطون دونكور على موقع عالم كرة القدم.نت (الإنجليزية)
- أنطون دونكور على موقع AS.com (الإسبانية)